# Castelbolognese-Riolo Terme
Castelbolognese-Riolo Terme (wł. Stazione di Castelbolognese-Riolo Terme) – stacja kolejowa w Castel Bolognese, w prowincji Rawenna, w regionie Emilia-Romania, we Włoszech. Znajduje się na linii Bolonia – Ankona oraz jest miejscem skąd rozpoczyna się linia do Rawenny. Stacja obsługuje również pobliską gminę Riolo Terme.
Według klasyfikacji Rete Ferroviaria Italiana ma kategorią srebrną.

## Historia
Stacja, nazwana Castelbolognese, została otwarta 1 września 1861. z okazji otwarcia pierwszego odcinka linii (Bolonia -Forlì) Bolonia-Ankona.
W dniu 24 sierpnia 1863, wraz z otwarciem linii do Rawenny, stała się stacją węzłową.
Od 1914 do 1933 znajdowała się tutaj stacja obsługująca wyłącznie linie do Riolo Terme.
W styczniu 1959 zmieniła nazwę na Castelbolognese-Riolo Terme, aby podkreślić bliskość ważnego uzdrowiska.
W 1962 roku stacja była miejscem poważnego wypadku kolejowego, w wyniku którego śmierć poniosło 13 osób, a rannych zostało 127 osób.

## Połączenia
Usługi pasażerskie są świadczone wyłącznie przez Trenitalia (filia grupy Ferrovie dello Stato) w imieniu regionu Emilia-Romania.
Zatrzymują się tutaj wyłącznie pociągi regionalne.
W sumie na tej stacji kursuje około 109 pociągów, a ich głównymi miejscami docelowymi są: Bologna Centrale, Ankona, Rawenna, Rimini i Piacenza.

## Linie kolejowe
- Linia Bolonia – Ankona
- Linia Castelbolognese – Ravenna